# Poix-de-Picardie
Poix-de-Picardie – miejscowość i gmina we Francji, w regionie Hauts-de-France, w departamencie Somma.
Według danych na rok 1990 gminę zamieszkiwało 2191 osób, a gęstość zaludnienia wynosiła 188 osób/km² (wśród 2293 gmin Pikardii Poix-de-Picardie plasuje się na 120. miejscu pod względem liczby ludności, natomiast pod względem powierzchni na miejscu 344.).